# Öxarfjörður
Öxarfjörður, Axarfjörður – szeroki fiord w północnej części Islandii, usytuowany pomiędzy półwyspami Tjörnes a Melrakkaslétta, na Oceanie Arktycznym.
Öxarfjörður otoczony jest pasmami górskimi od zachodu i wschodu, na południu zaś znajdują się pola lawowe Gjástykki. W zatoce swoje ujście ma lodowcowa rzeka Jökulsá á Fjöllum. Jedyną miejscowością nad zatoką jest Kópasker. Grzbiet Śródatlantycki przecina zachodnią część fiordu, a następnie schodzi głębiej pod wodę. Tektonika płyt może powodować trzęsienia ziemi od 6 do 7 w skali Richtera podczas poszczególnych okresów odpoczynku.
Niedaleko zachodniego brzegu rzeki Jökulsá á Fjöllum znajduje się Park Narodowy Jökulsárgljúfur, który rozciąga się 30 km na północ od wodospadu Dettifoss i zajmuje obszar 120 km².